# Distrikt Huaraz
Der Distrikt Huaraz liegt in der Provinz Huaraz in der Region Ancash in West-Peru. Der Distrikt besitzt eine Fläche von 423 km². Beim Zensus 2017 wurden 65.005 Einwohner gezählt. Im Jahr 1993 lag die Einwohnerzahl bei 44.771, im Jahr 2007 bei 56.186. Die Distriktverwaltung befindet sich in der 3052 m hoch gelegenen Provinz- und Regionshauptstadt Huaraz mit 57.093 Einwohnern (Stand 2017).

## Geographische Lage
Der Distrikt Huaraz liegt im zentralen Südosten der Provinz Huaraz. Der Distrikt reicht von der Cordillera Negra im Westen bis zur Cordillera Blanca im Osten. Der Fluss Río Santa durchquert das dazwischen gelegene Hochtal Callejón de Huaylas in nördlicher Richtung. Im Osten verläuft der Hauptkamm der Cordillera Blanca mit den Gipfeln Nevado Andavite, Nevado Carhuascancha und Nevado Tunsho entlang der Distriktgrenze.
Der Distrikt Huaraz grenzt im Südwesten an die Distrikte Aija und La Merced (beide in der Provinz Aija), im Westen an die Distrikte La Libertad und Pira, im Norden an den Distrikt Independencia, im Osten an die Distrikte Huántar und Chavín de Huántar (beide in der Provinz Huari), im Südosten an den Distrikt Olleros sowie im zentralen Süden an den Distrikt Recuay (Provinz Recuay).